# Topplock
Ett topplock, även cylinderlock eller cylinderhuvud, är en del av en kolvmotor, belägen omedelbart utanför kolvarnas rörelseområde.

## Antal

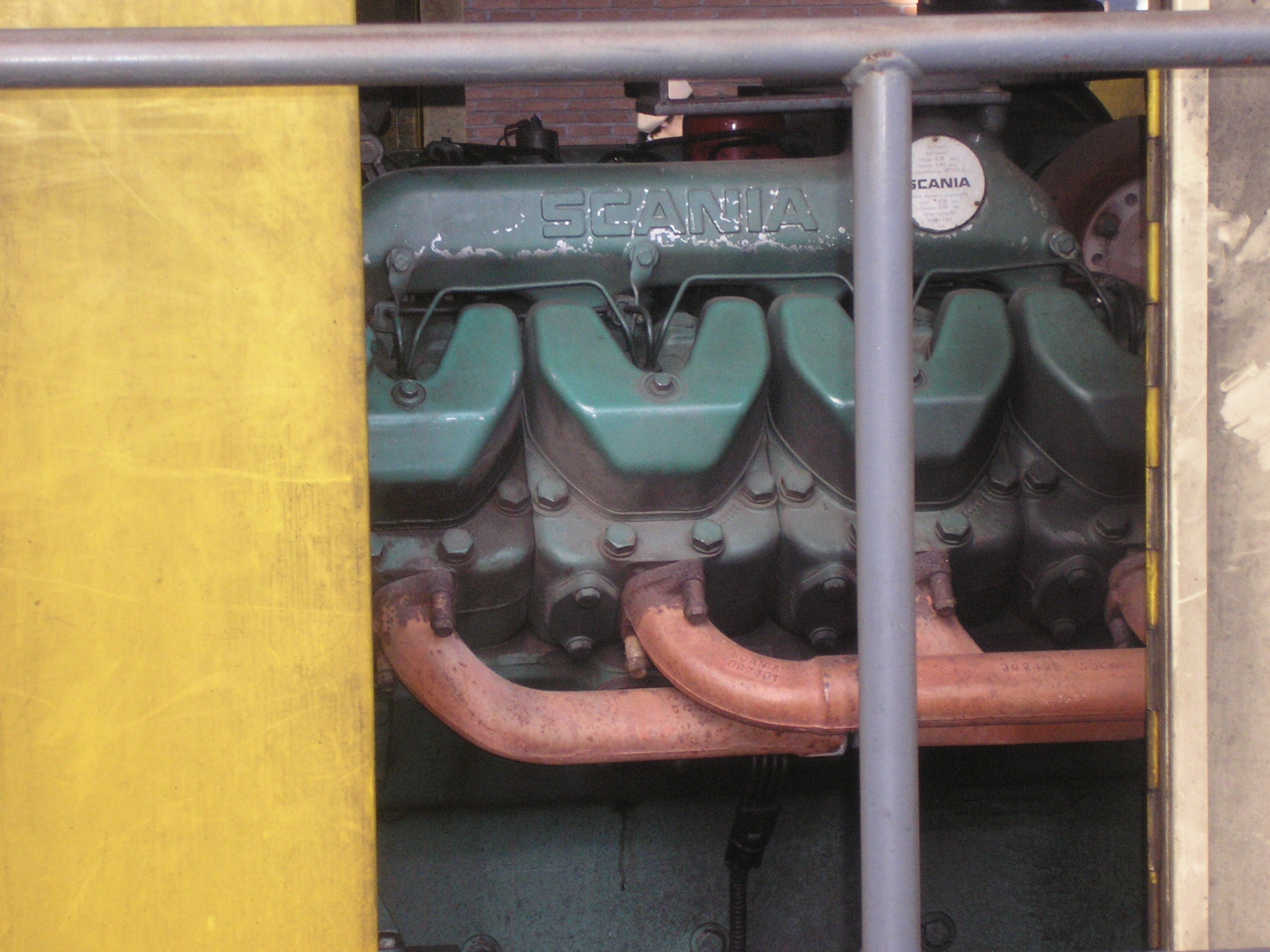
Dieselmotor med ett topplock per cylinder.

En motor har oftast ett topplock per cylinderbank.  En rak motor har alltså i regel ett topplock, medan V-motorer och boxermotorer brukar ha två.
Stora motorer, för till exempel tunga lastbilar, stationärt bruk och fartyg, kan dock ha flera topplock per cylinderbank. Det har fördelen att endast en mindre del behöver bytas vid haveri. Ett gemensamt topplock för en hel cylinderbank i en så stor motor skulle dessutom bli tungt och svårhanterligt (ett topplock av gjutjärn för fyra cylindrar i en personbilsmotor väger ca 20 kg).
Det förekommer även V-motorer med mycket spetsig vinkel mellan cylinderbankarna (så kallade VR-motorer) där de två cylinderbankarna delar på ett gemensamt topplock.

## Konstruktion

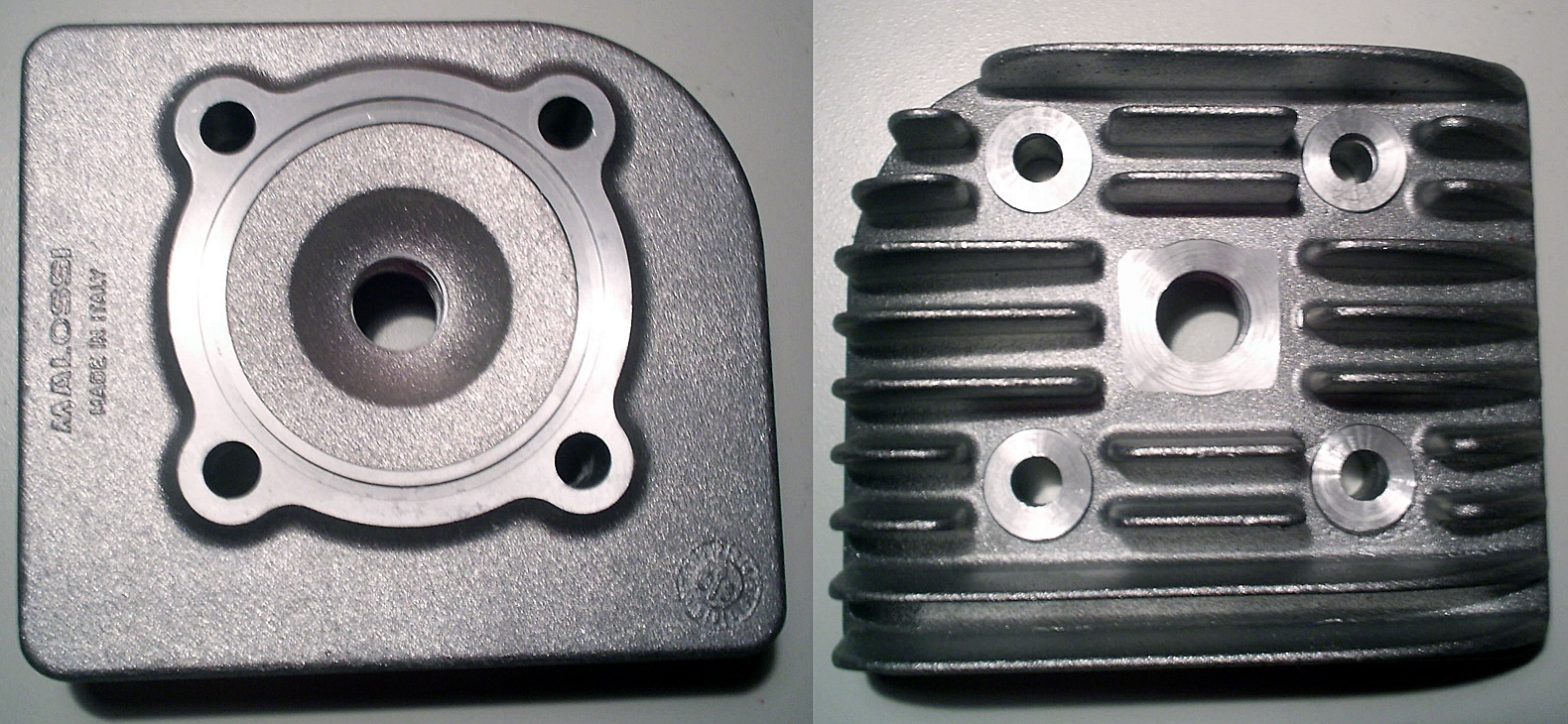
Under- och översida av topplock till en luftkyld tvåtaktsmotor. I det mittersta hålet monteras tändstiftet.

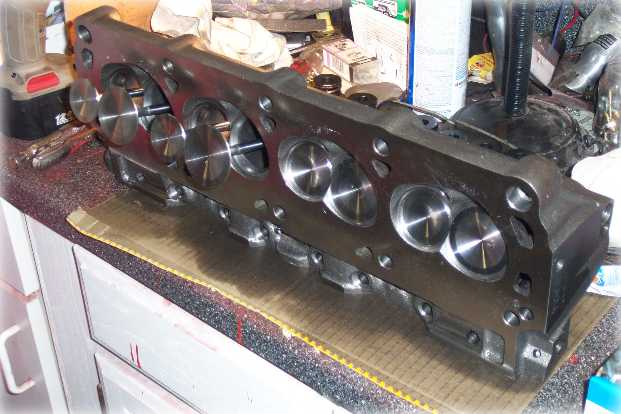
Undersida av gjutjärnstopplock (med ventiler) till en vätskekyld stötstångsmotor.

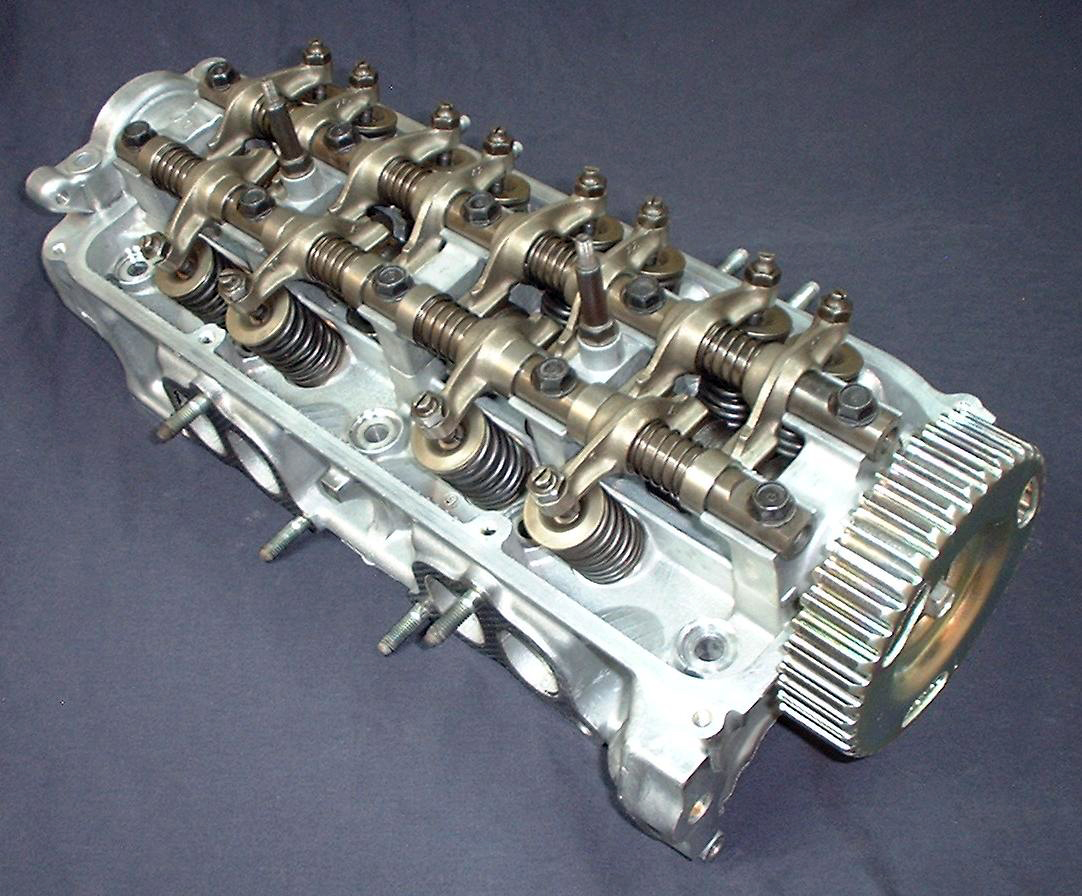
Översida av aluminiumtopplock (med kamaxel, vipparmar och ventiler) till en vätskekyld motor med överliggande kamaxel.

Ett topplocks uppbyggnad och komplexitet skiljer sig avsevärt åt mellan olika typer av motorer.

### Tvåtakts ottomotorer
Topplock i ottomotorer av tvåtaktstyp är enkelt uppbyggda. De består i princip av en skiva med gängade hål för tändstift, eftersom dessa motorer saknar ventiler.

### Fyrtakts ottomotorer
I en sidventilsmotor sitter ventilerna i motorblocket. Därför kan topplocket vara av enkel typ, och liknar till sin konstruktion topplocket i en tvåtaktsmotor.
Topplocket på en fyrtaktsmotor med toppventiler är en avsevärt mer komplicerad konstruktion. Där sitter förutom tändstift även ventiler och vipparmar. Topplocket innehåller även insugs- och avgaskanaler. I motorer med en eller flera överliggande kamaxlar är även dessa placerade i topplocket. Insugs- och avgasventilerna kan vara placerade på samma sida av topplocket eller på varsin sida (s k cross flow-topp). Topplocket på en vätskekyld motor innehåller kylvätskekanaler för att bortföra värme, medan detta på en luftkyld motor görs genom att topplocket är försett med kylflänsar. Topplocket kan även innehålla oljekanaler för smörjning av ventilmekanism och kamaxlar. I motorer med bränsleinsprutning kan spridarna sitta i topplocket.
Ett mellanting mellan sidventils- och toppventilsteknik är F-topp, där den ena ventilen (vanligtvis insugsventilen) är placerad i topplocket och den andra i motorblocket.

### Dieselmotorer
Topplocket i en dieselmotor är i princip likadant uppbyggt som i en ottomotor. Det saknar tändstift, men kan istället ha plats för glödstift.

## Montering
Topplocket är fäst i motorblocket med bultar. Att detta skruvförband dras med korrekt moment och i rätt ordningsföljd är av största vikt för motorns kompression och täthet.
Mellan topplock och motorblock finns i regel en topplockspackning. Denna tätning har uppgiften att förhindra läckage av förbränningsgaser, olja och kylvätska. Även i skarvarna mellan topplock och insugs- samt avgasgrenrör finns packningar.
Om topplocket innehåller en ventilmekanism är denna i regel täckt av en ventilkåpa, som hindrar oljan att kontaminera omgivningen och vice versa.

## Material
Topplock tillverkades tidigare i regel i gjutjärn, men aluminium har blivit ett allt vanligare material. De två materialen har olika för- och nackdelar. Fördelarna med aluminium är lägre vikt och bättre värmeledningsförmåga, medan topplock i gjutjärn är mer slitstarka. På grund av den goda värmeledningsförmågan är topplock till luftkylda motorer (där bortförande av värme kräver ett stort flöde av luft) nästan uteslutande tillverkade i aluminium. På grund av gjutjärnets hållfasthet används det ofta i topplock till dieselmotorer, där kompressionstrycket är högre än i en ottomotor. 

## Betydelse för motorns prestanda
Topplockets utformning har stor inverkan på en förbränningsmotors prestanda. Konstruktionsparametrar som härvid är av betydelse är bland annat förbränningsrummens storlek och form, insugs- och avgaskanalernas utformning samt ventilernas placering. Att byta eller modifiera topplocken är en vanlig åtgärd vid motortrimning.

## Kompatibilitet med modernt bränsle
Fram till början av 1970-talet hade ottomotorer med topplock i gjutjärn inte härdade ventilsäten. Det behövdes inte, eftersom bensin på den tiden innehöll bly som fungerade som ett smörjmedel för ventilerna. När blyfri bensin infördes började motortillverkarna förse topplocken med härdade ventilsäten för att undvika slitage på dessa. I äldre motorer går det att i efterhand montera härdade ventilsäten, eller att tillsätta blyersättning i bränslet. Blyersättning kan innehålla natrium eller kalium.

## Ordet "topplock" i överförd bemärkelse
Ordet topplock används också bildligt som i vardagliga beskrivningar av vredesutbrott, som till exempel "topplocket rök för någon" eller "topplocket gick för någon". Ordet är belagt i svenska språket sedan åtminstone 1930.